# Yonne
La Yonne /jɔn/ è un dipartimento francese della regione Borgogna-Franca Contea (Bourgogne-Franche-Comté). Confina con i dipartimenti dell'Aube a nord-est, della Côte-d'Or a est, della Nièvre a sud, del Loiret a ovest e di Senna e Marna (Seine-et-Marne) a nord-ovest.
La Yonne è uno dei dipartimenti più dinamici in Borgogna con una crescita demografica media del 0,41% annuo.
È il 3° dipartimento di Borgogna in termini di popolazione con 338 291 abitanti. La più grande città è anche la capitale: Auxerre con una popolazione di 40 000 abitanti a cui vanno aggiunti circa 90 000 abitanti residenti nelle immediate vicinanza.
Il dipartimento ha come risorse economiche, oltre al turismo, la coltivazione della vite per la produzione di un vino abbastanza pregiato, l'allevamento di pecore e capre per la produzione del formaggio e anche una discreta attività industriale legata soprattutto al ramo chimico ed elettrotecnico.
Le principali città, oltre al capoluogo Auxerre, sono Avallon e Sens, Joigny e Chablis.

## Geografia fisica

Mappa della Yonne

Il territorio, attraversato dal fiume omonimo, è a nord quasi del tutto formato da pianure (che altro non sono se non le propaggini della grande piana di Parigi), mentre verso sud la parte settentrionale dei monti del Morvan e le colline dell'Auxerrois rendono il paesaggio un po' più frastagliato.

## Economia

### Turismo

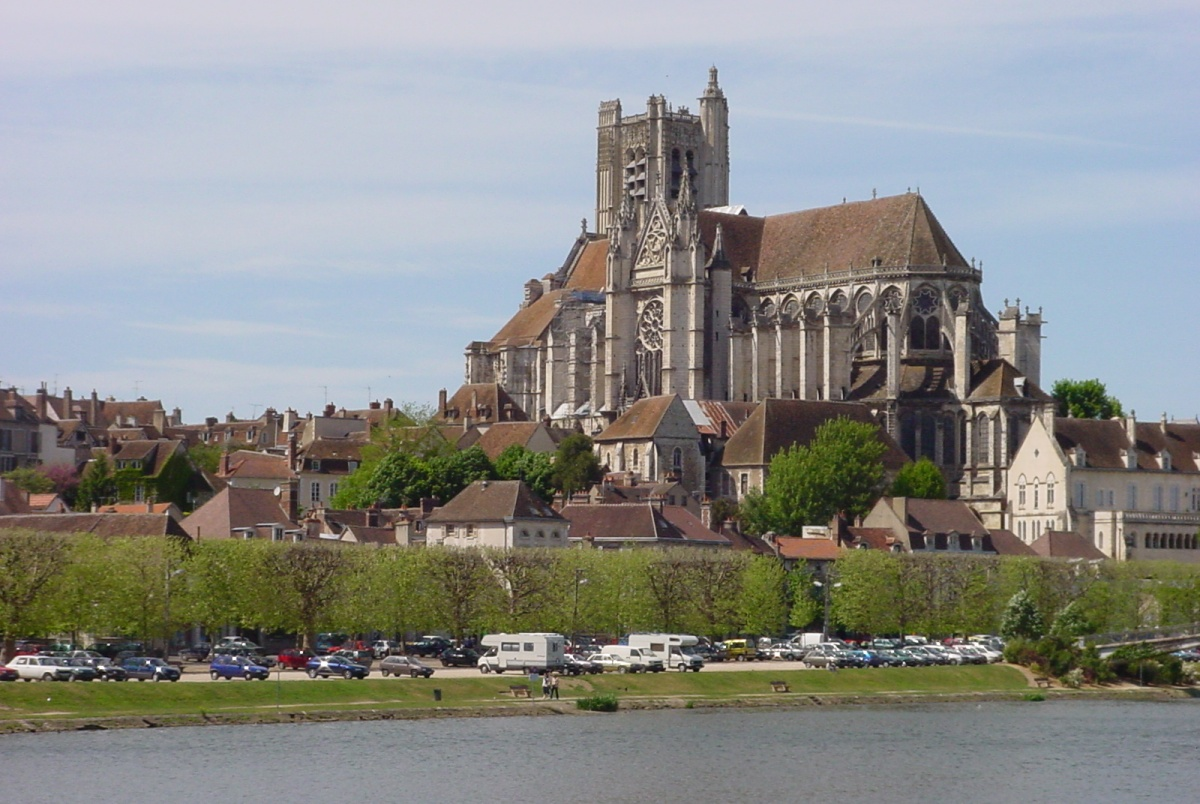
Auxerre e il fiume Yonne.
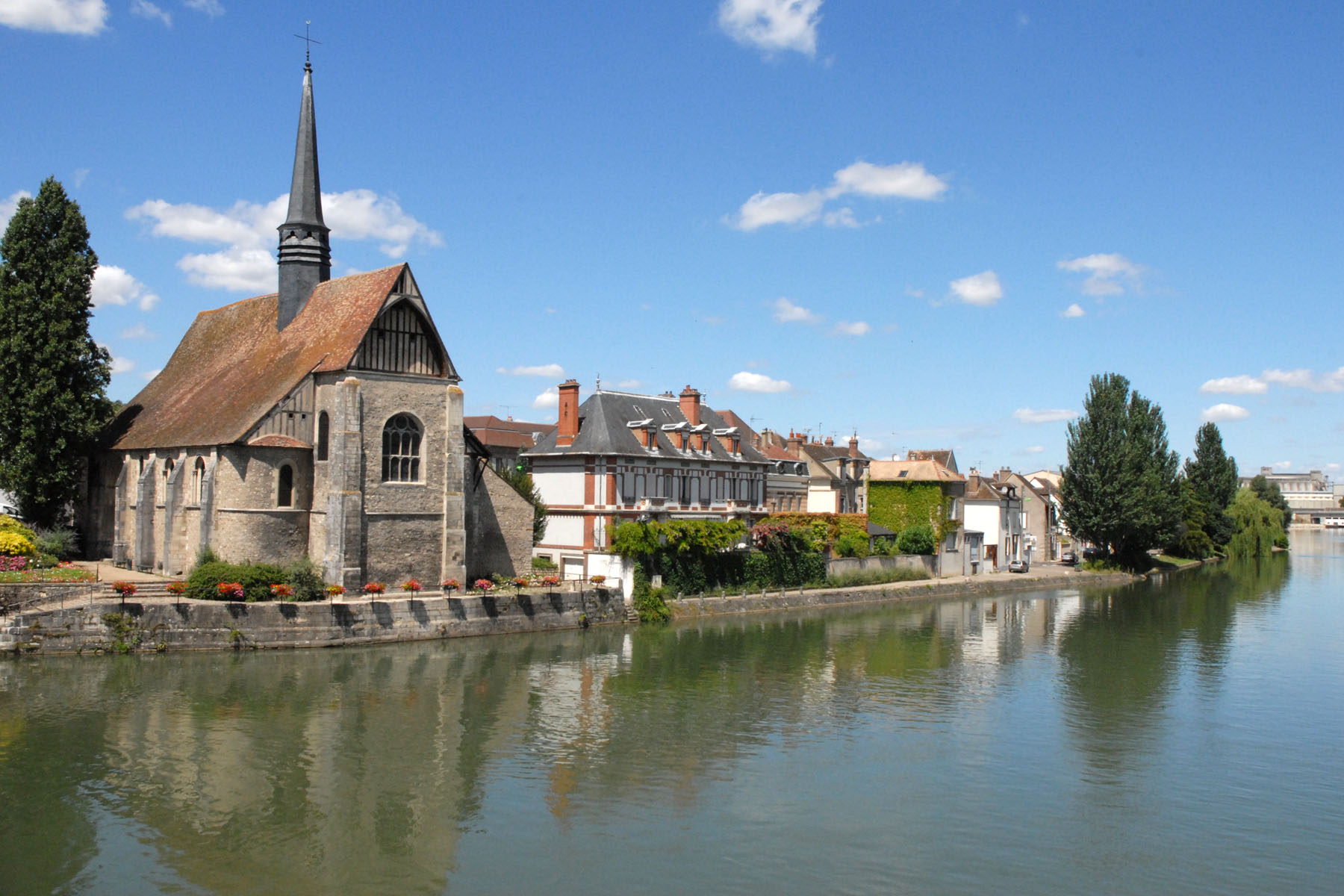
Sens sul fiume Yonne.
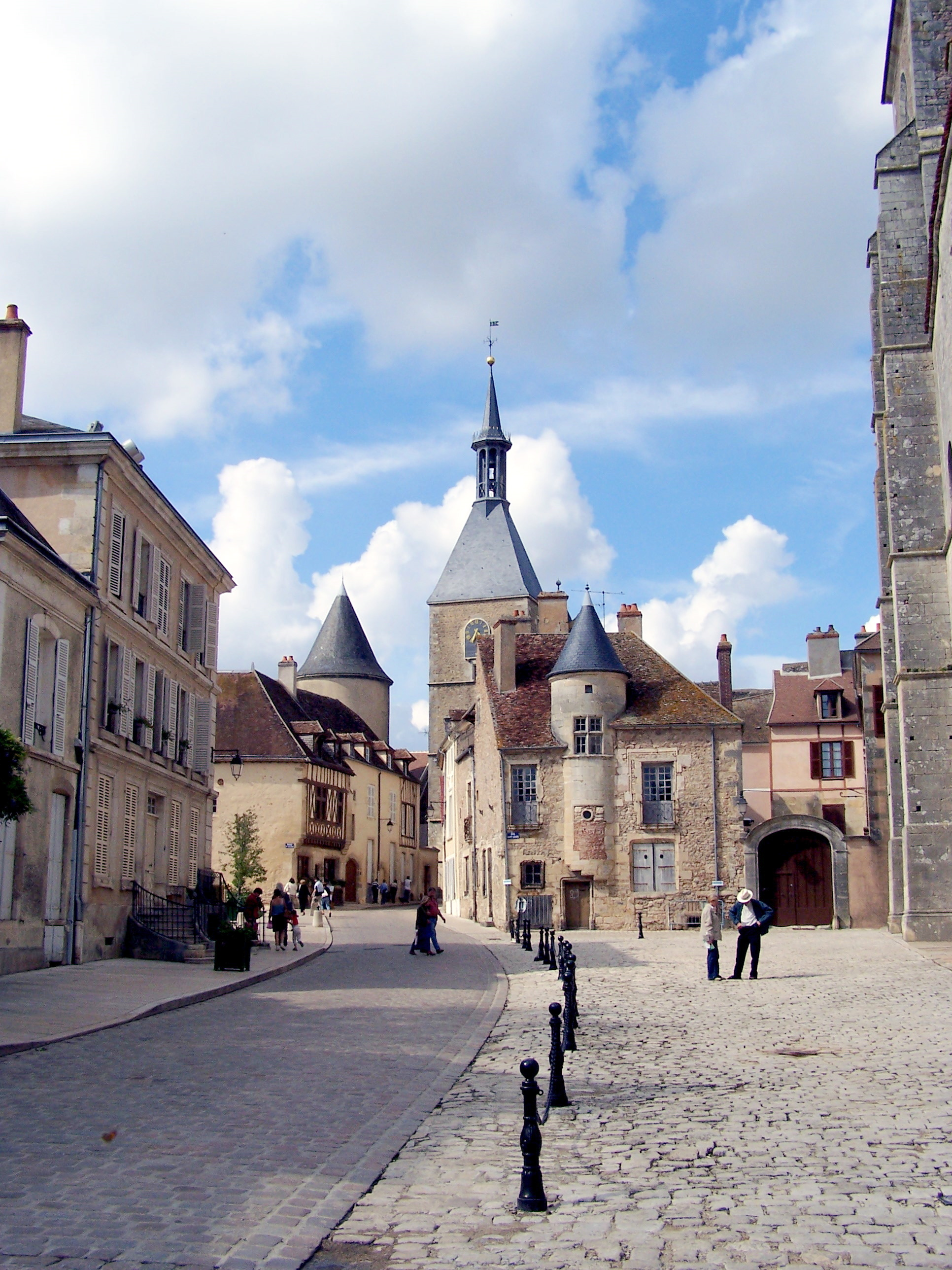
Avallon
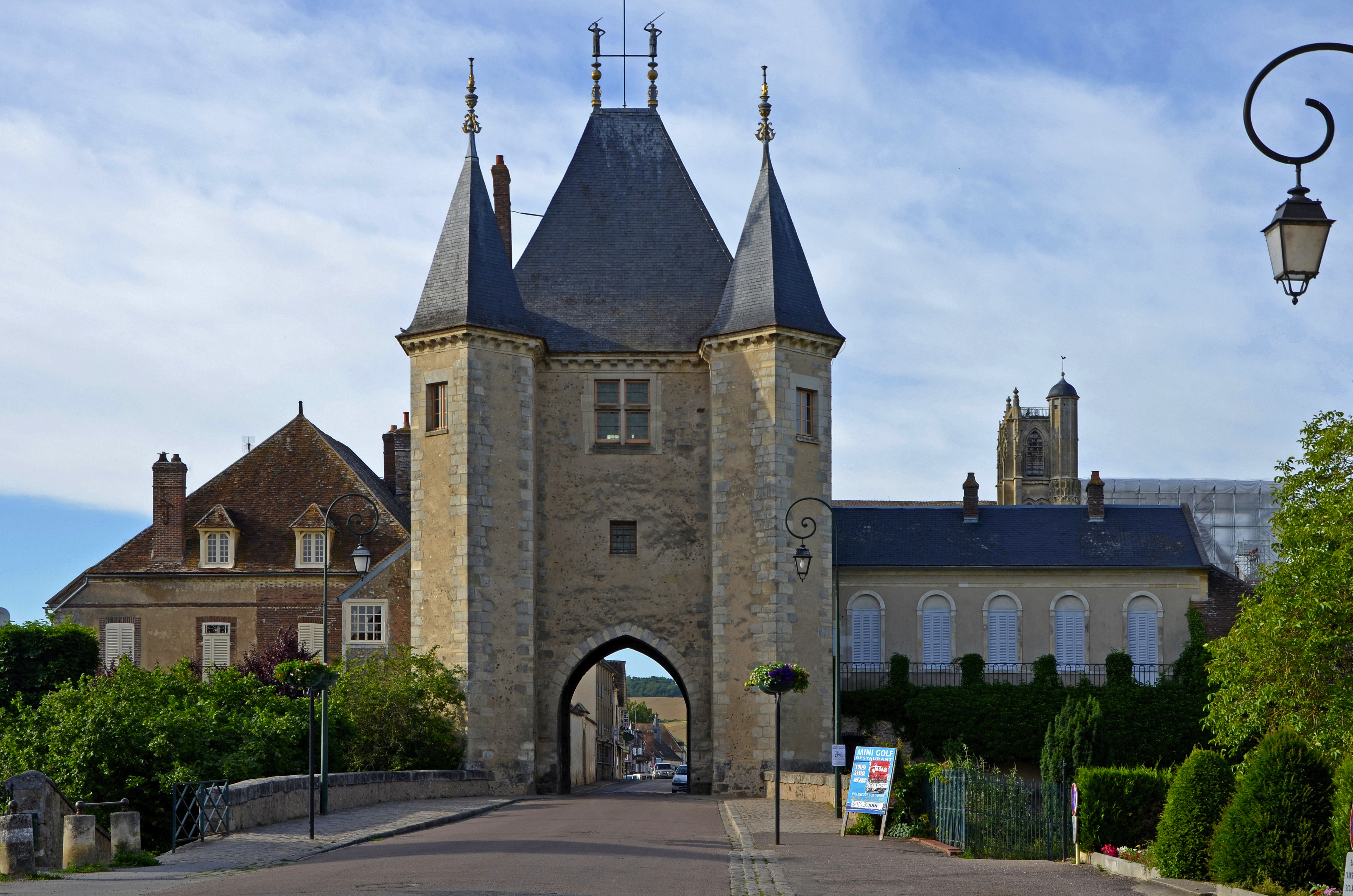
Villeneuve-sur-Yonne
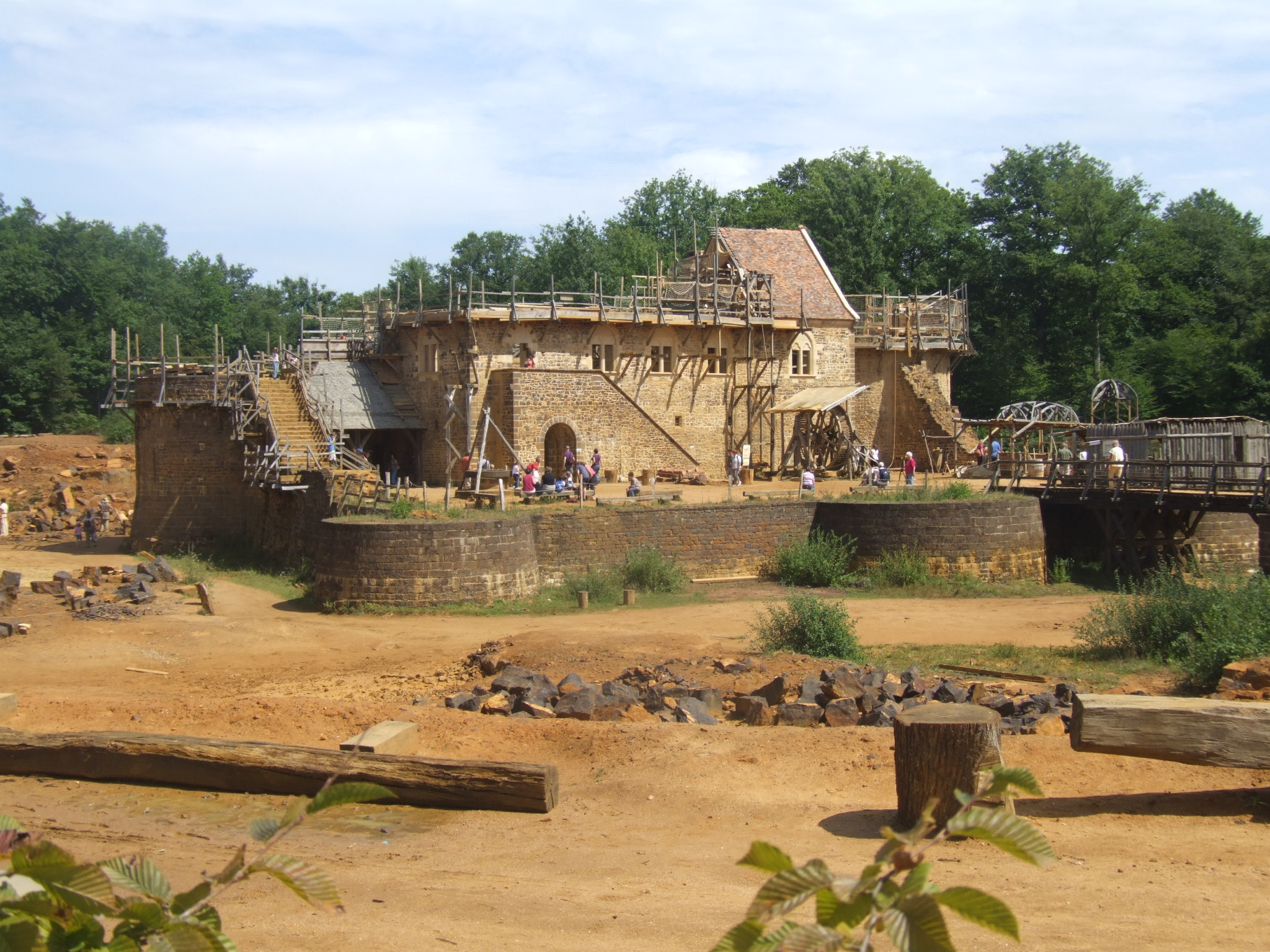
Il progetto per la costruzione del Castello di Guédelon nel 2009.
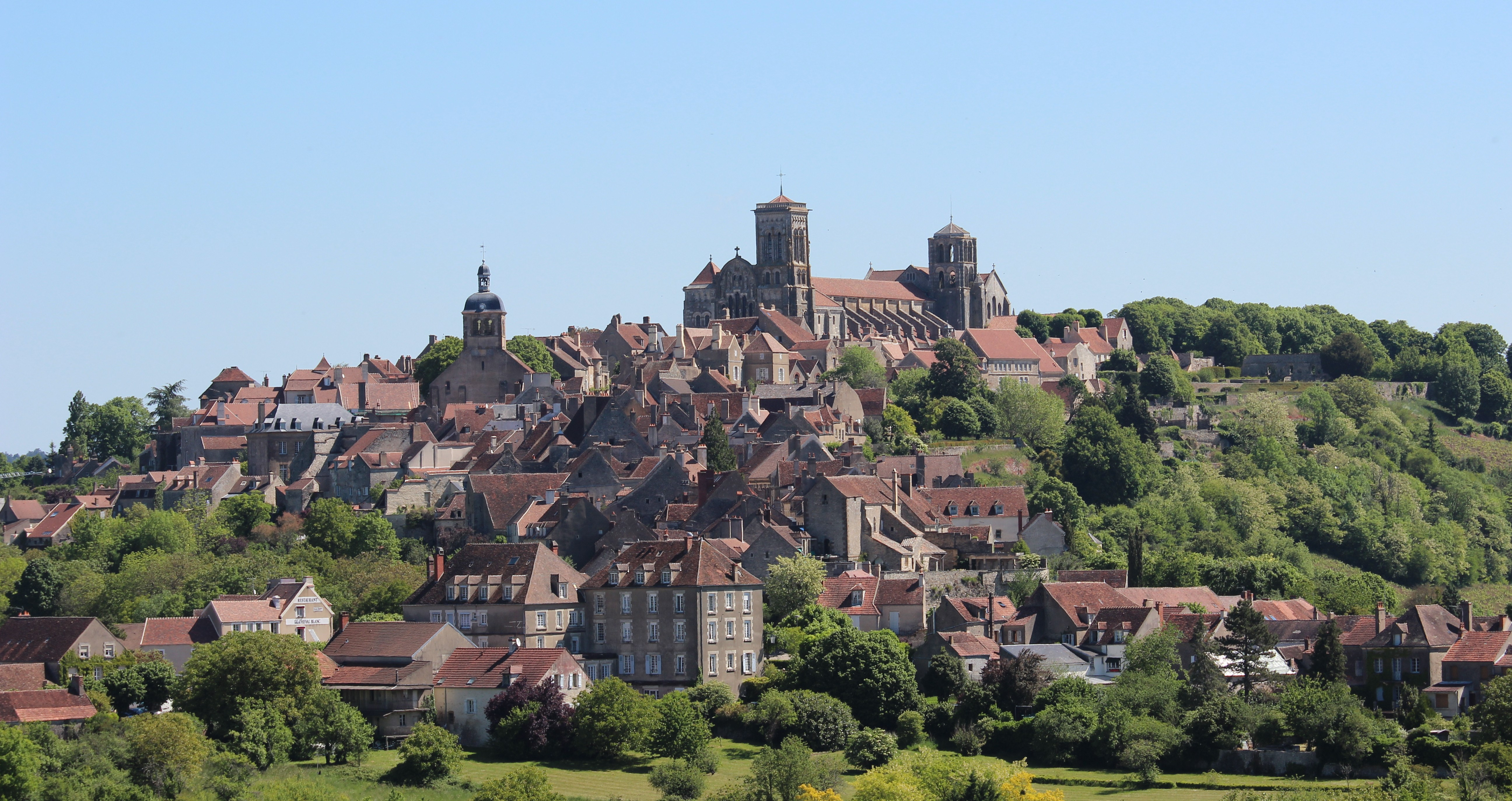
La cittadina di Vézelay, patrimonio mondiale dell'UNESCO.
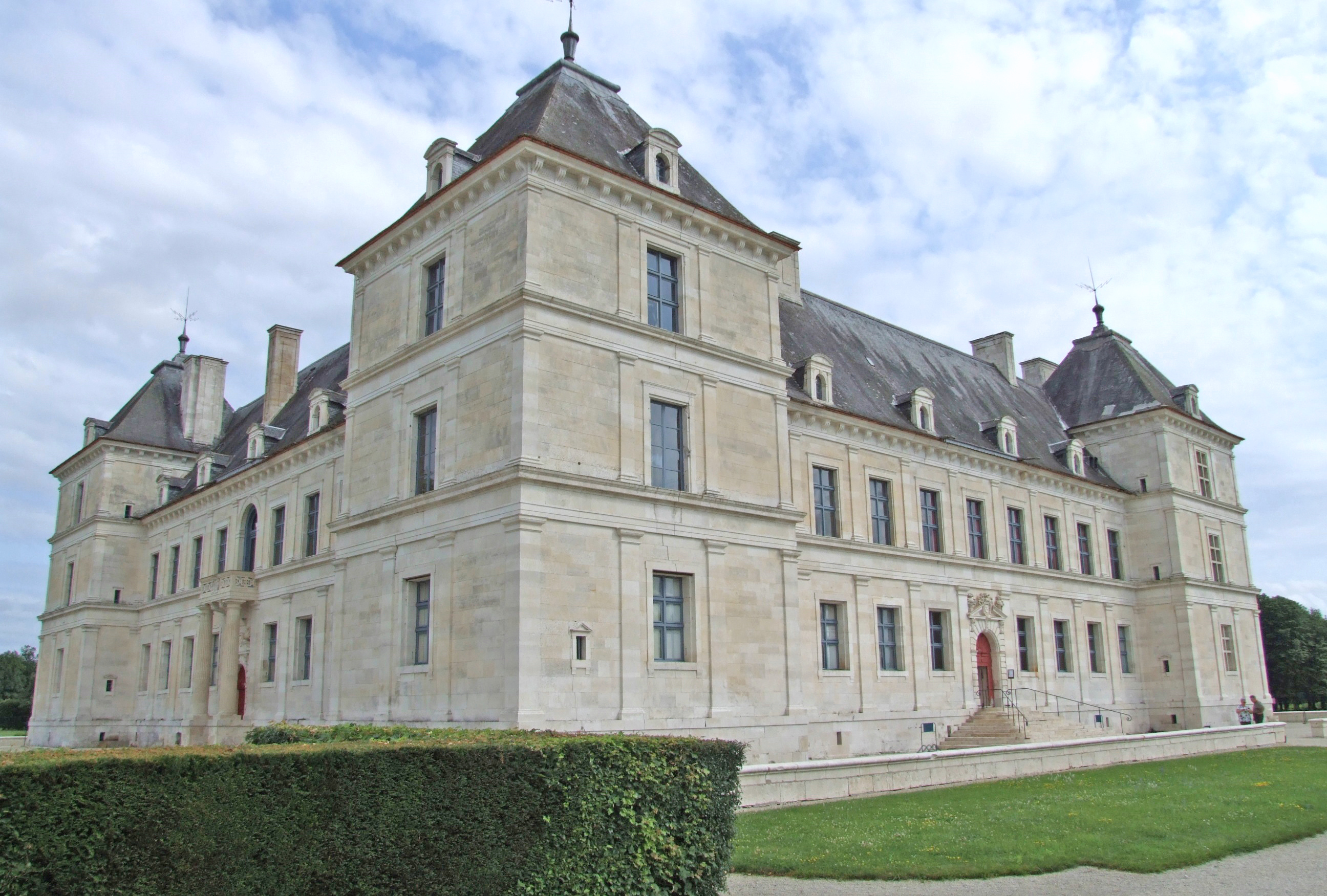
Castello rinascimentale di Ancy-le-Franc
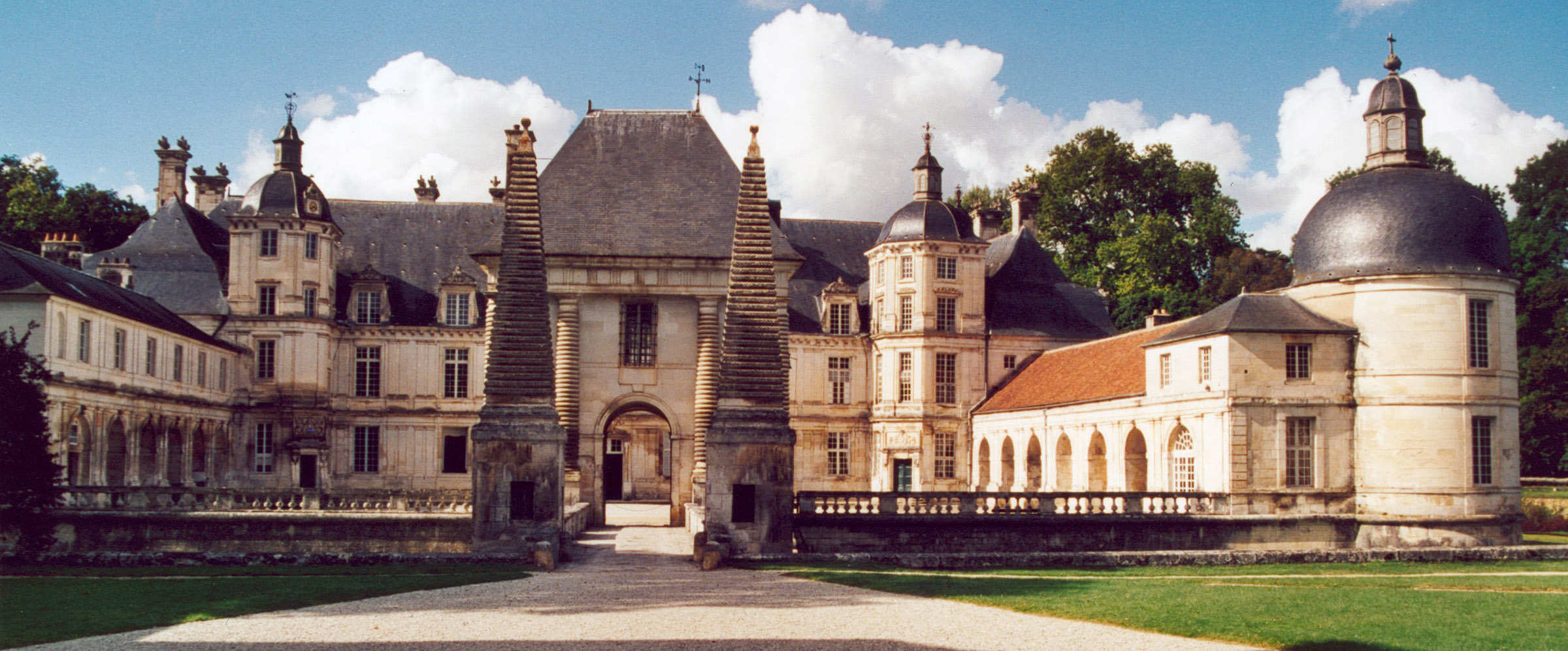
Castello di Tanlay
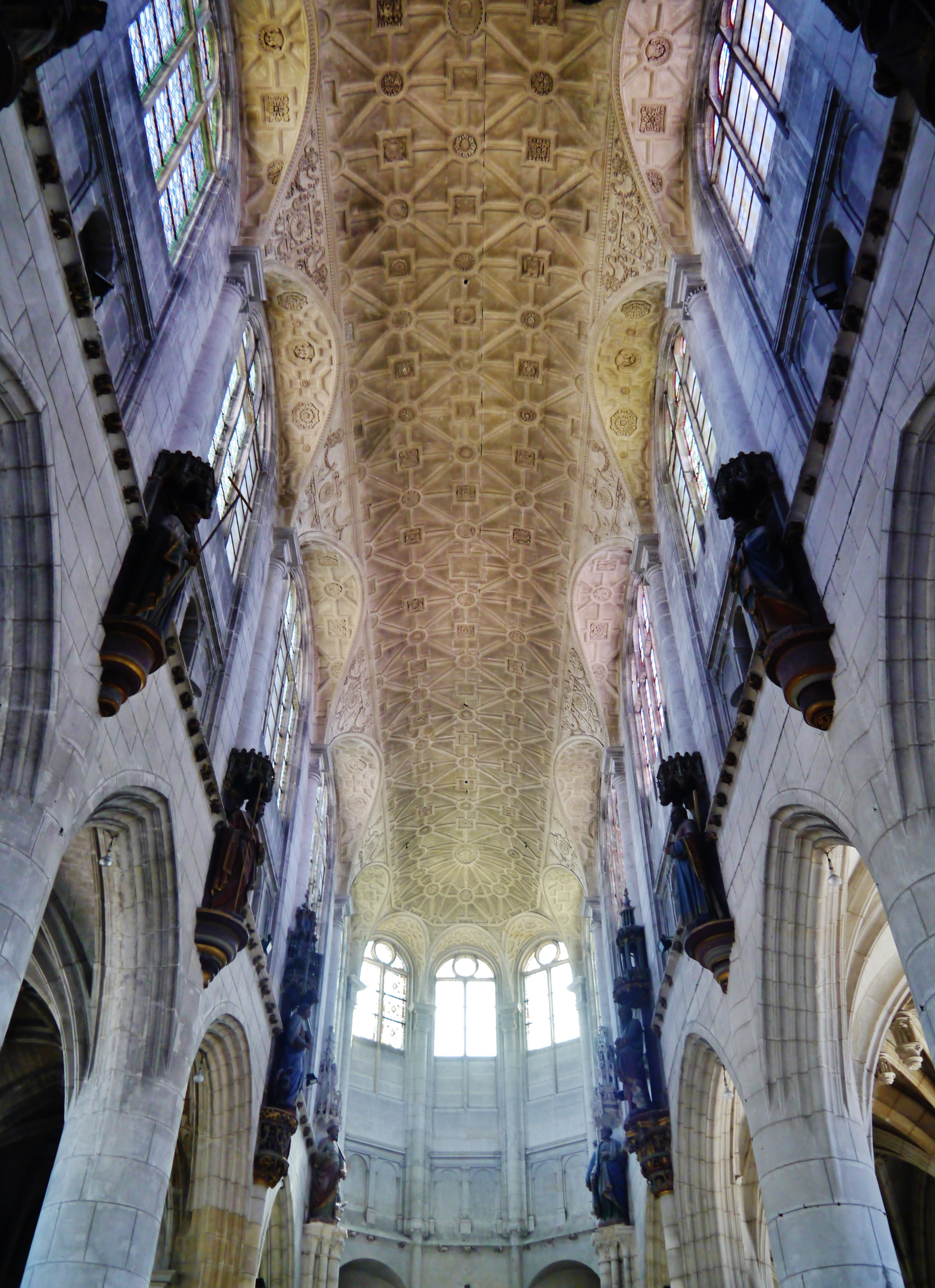
Volta della chiesa di Saint-Jean a Joigny
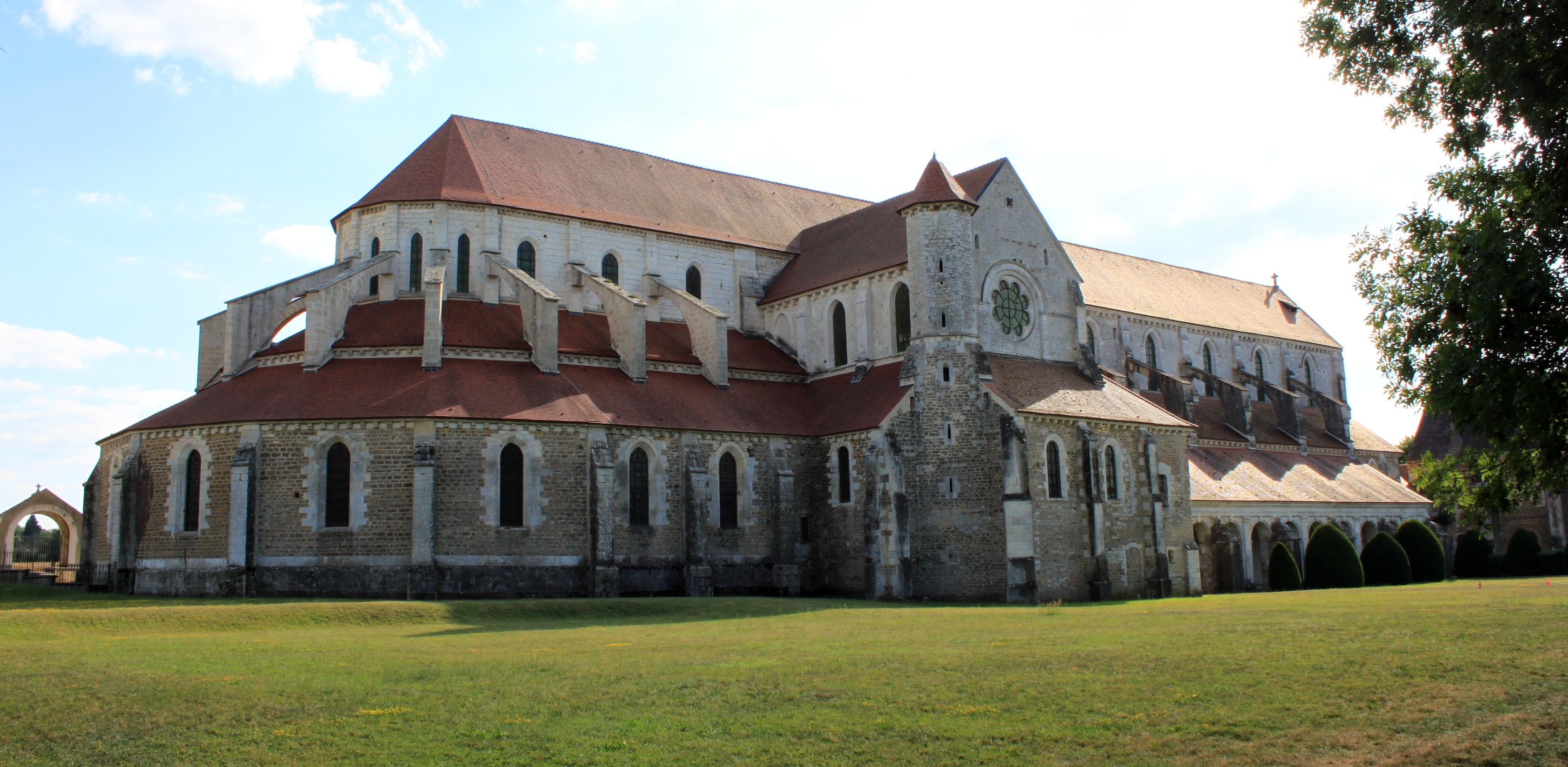
Abbazia di Pontigny